# Klučov, Kolín
Klučov là một làng thuộc huyện Kolín, vùng Středočeský, Cộng hòa Séc.